# David Callam
Pas d'image ? Cliquez ici

a Compétitions nationales et continentales officielles uniquement.

b Matchs officiels uniquement.
Dernière mise à jour le 8 septembre 2011.
David Alexander Callam, né le 15 février 1983 à Édimbourg, est un joueur de rugby à XV qui joue avec l'équipe d'Écosse et en club avec Edinburgh Rugby depuis 2004. Il évolue au poste de troisième ligne centre.

## Carrière

### En club
- Edinburgh Rugby (Ligue Celte)

Il a participé à 13 matchs de coupe d'Europe de rugby entre 2004 et 2008.

### En équipe nationale
Il a connu sa première cape internationale le 11 novembre 2006 à l'occasion d’un match contre l'équipe de Roumanie.

## Palmarès
(Au 31 janvier 2008)
- 11 sélections
- 5 points (1 essai)
- Sélections par années : 3 en 2006, 7 en 2007, 1 en 2008
- Tournoi des Six Nations disputé : 2007.
- En coupe du monde : 2007 (1 sélection contre la Nouvelle-Zélande)